# Hansenochrus urbanii
Espèce
Hansenochrus urbanii est une espèce de schizomides de la famille des Hubbardiidae.

## Distribution
Cette espèce est endémique de l'État de Lara au Venezuela,. Elle se rencontre dans la grotte Cueva El Santuario

## Étymologie
Cette espèce est nommée en l'honneur de Franco Urbani.

## Publication originale
- Villarreal & Teruel, 2006 : Un nuevo Hansenochrus Reddell & Cokendolpher, 1995 (Schizomida: Hubbardiidae) de Venezuela noroccidental. Papéis Avulsos de Zoologia (São Paulo), vol. 46, no 20, p. 233-238 (texte intégral).